# ジャナ・クレイマー
ジャナ・クレイマー（Jana Kramer、1983年12月2日 - ）は、アメリカ合衆国の女優。カントリー歌手。

## 私生活
2004年、俳優のマイケル・ガンビーノと結婚したが、すぐに婚姻関係を解消。
2010年、俳優のジョナサン・シェックと結婚したが、1か月で離婚。
2013年1月、カントリーミュージシャンのブラントリー・ギルバートと婚約をしたが、同年8月に婚約解消。
2015年、アメリカンフットボール選手マイケル・コーシンと結婚。第1子を妊娠。

## 出演作品
- サポート・ザ・ガールズ Support the Girls (2018、シャイナ)
- One Tree Hill シーズン8（アレックス・デュプレ）
- One Tree Hill シーズン7（アレックス・デュプレ）
- アントラージュ★オレたちのハリウッド シーズン6（ブルック）
- 新ビバリーヒルズ青春白書
- プライベート・プラクティス２　迷えるオトナたち
- プロムナイト（エイプリル）
- グレイズ・アナトミー4
- ＣＳＩ：ニューヨーク3
- もしも昨日が選べたら
- バタリアン4（ケイティー）

## ディスコグラフィー

### アルバム
- Jana Kramer(2012) 米カントリーチャート5位、総合19位
- Thirty One(2015）米カントリーチャート3位、総合10位